# 汾阳关帝庙
汾阳关帝庙，位于山西省吕梁市汾阳市鼓楼南街东侧，是中华人民共和国全国重点文物保护单位之一。
1996年1月12日公布为山西省文物保护单位。2019年10月7日公布为第八批全国重点文物保护单位。